# Ignacij Zupan
Ignacij Zupan, slovenski izdelovalec orgel, * 21. julij 1853, Kropa, † 7. november 1915, Kamna Gorica.

## Življenje in delo
Ignacij Zupan, izdelovalec orgel, se je rodil v družini orglarja Ignacija Zupana (1825-1888) in matere Elizabete rojene Lešter. Orglarstva se je učil pri svojem očetu, ki je kot samouk izdelal številne orgle, naslonjene na izročilo, s sapnicami na poteg. Izpopolnjeval se je pri orglarskem podjetju Brata Rieger v Krnovu na Češkem, od tam prenesel v Slovenijo izdelavo sapnic na stožce, kar je opisal v članku Sostava orgelj (1882). Leta 1880 sta z očetom ustanovila v Kropi orglarsko podjetje Ignacij Zupan & sinovi. Prve orgle s sapnicami na stožce je Zupan postavil 1880 v Jelšanah. Po 1888 je delavnico preselil v Kamno Gorico in jo z bratom Ivanom vodil kot podjetje Brata Zupan. To ime je ohranil tudi po bratovi smrti.
Zupan je naš najbolj plodovit izdelovalec orgel, saj je izdelal v okviru obeh delavnic, kar 127 večjih ali manjših orgel ne samo v Sloveniji, marveč tudi v Istri (Lovran 1903) in drugje, Slavoniji, Bosni (Livno), Dalmaciji (Drniš, Šibenik). Največje, z 19 registri, je postavil v krajih: Bovec (ok. 1903), Ig (1888), Kranj (1892), Poljane nad Škofjo Loko (1907). Manjše od 12 - 17 registrov pa v številnih krajih po Sloveniji in tudi drugod. Nekatere so bile kasneje predelane ali obnovljene, zelo veliko pa jih še koncem 20. stol. dobro deluje, kar dokazuje, da so obrtniško kakovostne in iz brezhibnega materiala. Zupan je iznašel način, kako v ognju kositriti cinkovo pločevino, da so piščali videti kot vlite iz kositra. Delavnica bratov Zupan je bila 1888 odlikovana z bronasto medaljo na svetovni razstavi znanosti in obrti v Bruslju, 1892 z zlato na mednarodni razstavi glasbe in gledališke umetnosti na Dunaju.